# تينا
تينا (بالإسبانية: San Juan de los dos ríos de Tena) هي مدينة، في الإكوادور، تقع في مقاطعة نابو، وكانتون تينا، هي عاصمة مقاطعة نابو، بلغ عدد سكانها 23,307 نسمة وذلك حسب إحصائيات سنة 2010، رمزها البريدي هو EC150150.